# Polyomaviridae
Polyomaviridae är en familj av dubbelsträngade DNA-virus utan lipidhöljen som infekterar människan, däggdjur, fåglar och fiskar. Familjen består av sex olika släkten och 117 olika arter. Namngivningen inom familjen har ändrats, tidigare ingick flera av de nuvarande släkten som finns i släktet Polyomavirus. Enskilda arter är begränsade i vilka värddjur de kan infektera och vissa är kända patogener.

## Genetik
Virus inom familjen har cirkulära genom som är kring 5 000 baspar långa.